# Moto X (2ª Geração)
O Moto X de segunda geração, é um smartphone Android desenvolvido pela Motorola Mobility. Lançado em 04 de setembro de 2014, é o sucessor do Moto X lançado em 2013. Ele foi sucedido pelos Moto X Style e Moto X Play anunciados em 28 de julho de 2015.

## Especificações
O smartphone Motorola Moto X (2014) tem uma tela AMOLED de 5.2 polegadas, com resolução 1080 x 1920 totalizando 424 pixels por polegada, que é revestida com Gorilla Glass 3. Com um processador Qualcomm Snapdragon 801, que é um quad-core com clock de 2.5 GHz e núcleos Krait 400, 2 GB de RAM. O aparelho foi lançado com o Android 4.4.4 Kitkat, que recebeu atualização para o Android 5.0/5.1 Lollipop e mais recentemente Android 6.0/6.1 Marshmallow.

## Brasil
No Brasil foram vendidas, no total, oito opções de cores e materiais: madeira Iúna, couro azul navy, couro preto, couro vintage, bambu, resina preta, couro Rouge com dourado e resina Rouge.